# Mathilda Hodgkins-Byrne
Mathilda Kathryn Hodgkins-Byrne (Londres, 1 de octubre de 1994) es una deportista británica que compite en remo. Su hermana Charlotte compite en el mismo deporte.
Participó en dos Juegos Olímpicos de Verano, obteniendo una medalla de bronce en París 2024, en la prueba de doble scull, y el séptimo lugar en Tokio 2020, en la prueba de cuatro scull.
Ganó una medalla de bronce en el Campeonato Mundial de Remo de 2017 y dos medallas en el Campeonato Europeo de Remo, en los años 2017 y 2021.

## Palmarés internacional
| Juegos Olímpicos   | Juegos Olímpicos          | Juegos Olímpicos  | Juegos Olímpicos |
| Año                | Lugar                     | Medalla           | Prueba           |
| ------------------ | ------------------------- | ----------------- | ---------------- |
| 2024               | París (Francia)           | Medalla de bronce | Doble scull      |
| Campeonato Mundial |                           |                   |                  |
| Año                | Lugar                     | Medalla           | Prueba           |
| 2017               | Sarasota (Estados Unidos) | Medalla de bronce | Cuatro scull     |
| Campeonato Europeo |                           |                   |                  |
| Año                | Lugar                     | Medalla           | Prueba           |
| 2017               | Račice (República Checa)  | Medalla de bronce | Cuatro scull     |
| 2021               | Varese (Italia)           | Medalla de plata  | Cuatro scull     |